# 七股里
七股里，中華民國臺南市七股區的一個里，北以玉成里為界，東以大埕里、樹林里為界，西以龍山里為界，南以溪南里為界，面積1.5平方公里。

台南市七股區七股里

## 主要幹道

### 省道
- 台17線

### 市道
- 市道176號

### 鄉道
- 南31-1線
- 南36線

## 主要聚落
- 七股藔